# Louis Évain
Pour les articles homonymes, voir Évain.
Louis Évain, né le 14 août 1775 à Angers (Maine-et-Loire), mort le 25 mai 1852 à Bruxelles (Belgique), est un général français de la Révolution et de l’Empire et un général belge par naturalisation.

## Biographie
Louis Auguste Frédéric Évain, né le 14 août 1775 à Angers, est le fils de Jean Denis Évain, directeur des postes à Angers, et de Marguerite Viger. Resté célibataire, il adopte son neveu Jules Louis Évain, fils du lieutenant-colonel Évain.
Il entre en service le 1er septembre 1792, comme élève sous-lieutenant à l'école d'artillerie de Châlons et passe lieutenant en second au 6e régiment d'artillerie à pied le 1er juin 1793. Il sert à l'armée du Nord pendant les campagnes de 1793 à l'an III, il obtient le grade de lieutenant en premier le 2 janvier 1794, et celui de capitaine en troisième le 9 avril 1795.
Il est envoyé en résidence sur les côtes de Normandie au commencement de l'an IV, il y sert jusqu'en l'an VII, il fait les campagnes des ans VIII et IX à l'armée du Rhin et il est nommé capitaine en second le 4 décembre 1800. Il est détaché en cette qualité le 9 mai 1801 à l'état-major d'artillerie de l'École d'application de Châlons, il passe capitaine en premier le 21 janvier 1802.
Aide-de-camp du général Éblé le 28 janvier 1803, il sert pendant les ans XI et XII aux armées de Batavie et de Hanovre, il devient chef de bataillon le 29 octobre 1803, puis chef de l'état-major général du génie au camp d'Utrecht le 8 décembre. Le 16 du même mois, il entre au 6e régiment d'artillerie à pied, et il est attaché le 2 mars 1804 à l'équipage d'artillerie de l'armée de Hanovre.
Il est fait membre de la Légion d'honneur le 14 juin 1804, et il est appelé le 23 juin de la même année auprès du général Gassendi, chef de la 6e division du ministère de la Guerre. Il est nommé le 2 mars 1805 sous-directeur du génie à Paris, et il est désigné le 5 juillet suivant pour travailler au Code militaire. Il devient colonel le 9 février 1809 et il est attaché en cette qualité à la 6e division (artillerie) du ministère de la Guerre. Il remplit les fonctions de commissaire près de l'administration des poudres et salpêtres par décision du 28 mars 1809, et celle de membre du comité central le 3 juin 1811.
Administrateur habile et intègre, l'Empereur le récompense et le nomme au grade de général de brigade le 12 avril 1813 pour l'étonnante activité avec laquelle il a réorganisé le matériel d'artillerie, anéanti par les désastres de 1812 en Russie. Il est fait baron de l'Empire le 19 juin 1813.
Il est conservé à son poste de chef de la direction de la division de l'artillerie au ministère de la Guerre pendant la première et la seconde Restauration. Il est fait chevalier de Saint-Louis le 27 juin 1814, et officier de la Légion d'honneur le 29 juillet 1814.
Le 26 septembre 1815 il est envoyé à Douai comme commandant de l'École d'artillerie, vient reprendre au ministère de la Guerre son ancienne position à la direction de l'artillerie par décision du 1er mai 1817, et il passe la même année directeur de l'artillerie et du génie au même ministère. Il est promu maréchal de camp par ordonnance du 15 avril 1818, chargé de tout ce qui avait rapport au cours normal d'enseignement mutuel établi à la caserne de Babylone, à Paris.
Le roi Louis XVIII l'élève au grade de lieutenant-général le 3 janvier 1822, et lui confie les fonctions d'inspecteur général de l'artillerie. Il est mis en disponibilité pour cause de santé le 9 mars 1822, et il est admis sur sa demande à la retraite le 7 avril 1824. Il se retire à Paris.
Il est réintégré en juillet 1830 dans le cadre de réserve après la révolution de juillet 1830 en France qui voit l'avènement au trône du roi Louis-Philippe Ier.
En août 1831, il passe au service de la Belgique à la demande du roi Léopold Ier de Belgique et avec l'assentiment du roi Louis-Philippe Ier à la suite de la désastreuse Campagne des Dix-Jours qui avait vu les Pays-Bas envahir le territoire de la Belgique. Lieutenant-général et inspecteur de l'artillerie, il est chargé d'organiser la jeune armée belge pour la prémunir d'une nouvelle agression militaire des Pays-Bas qui ont refusé de reconnaître son indépendance. Il reçoit ses lettres de naturalisation en Belgique le 13 mai 1832 et est nommé général de division dans l'armée belge. De mai 1832 à août 1836, il occupe le poste de ministre de la Guerre  dans les gouvernements de Mûelenaere, Goblet et de Theux I. Il parvient à porter l'effectif de l'armée belge à plus de 100.000 hommes, réorganise l'artillerie et crée l'École militaire qu'il dote de sa bibliothèque d'artilleur. À sa démission de son poste de ministre de la Guerre en août 1836, il est nommé ministre d'État par le roi Léopold Ier en récompense de ses services.
À la suite de son décès le 25 mai 1852 à Bruxelles, des funérailles avec les honneurs militaires lui sont organisées à la cathédrale Saints-Michel-et-Gudule à Bruxelles. Il a été inhumé au cimetière de Laeken.

## Hommages et distinctions
Selon les dires d'un biographe anglais : « Il n'était pas possible de rencontrer pour administrer ce département un homme plus capable que cet officier plein d'expérience dont les longs et utiles services avaient été si hautement appréciés par Napoléon Ier et mis à profit par Louis XVIII ».
Il a été fait baron de l'Empire par Napoléon Ier et ministre d'État par le roi Léopold Ier de Belgique en août 1836.
Une « rue  Évain  » à Angers, sa ville natale, perpétue sa mémoire.
Les distinctions suivantes lui ont été décernées :
- Grand officier de la Légion d'honneur en juin 1832 (France) ;
- Chevalier de l'ordre royal et militaire de Saint-Louis (France) ;
- Commandeur de l'ordre de Léopold (Belgique).

## Armoiries
| Figure | Blasonnement |
|        | Louis Évain (14 août 1775 - Angers ✝ 25 mai 1852), chef de bataillon (6 brumaire an XII), colonel (9 février 1809), général de brigade (12 avril 1813, maréchal de camp par ordonnance du 15 avril 1818), lieutenant-général (3 janvier 1822), Général de brigade (1822), lieutenant-général (3 janvier 1822), ministre de la Guerre de Belgique, 1er baron Évain et de l'Empire (1813, confirmé fin 1814), Légionnaire (25 prairial an XII), puis Officier (29 juillet 1814), puis Commandeur (18 mai 1820), puis Grand officier de la Légion d'honneur (8 juin 1832), chevalier de Saint-Louis (27 juin 1814), Écartelé : au 1 d'azur à deux étoiles d'or en fasce, au 2 des barons militaires, au 3 d'argent à la forteresse donjonnée de trois tours de sable, au 4 échiqueté d'or et d'azur. |

## Source
- « Louis Évain », dans Charles Mullié, Biographie des célébrités militaires des armées de terre et de mer de 1789 à 1850, 1852 [détail de l’édition]
- Thierry Pouliquen, « Les généraux français et étrangers ayant servis [sic] dans la Grande Armée » (consulté le 21 octobre 2013)
- « Cote LH/914/21 », base Léonore, ministère français de la Culture
- Notices d'autorité :   - VIAF
  - ISNI
  - IdRef
  - GND
- Georges Six, Dictionnaire biographique des généraux & amiraux français de la Révolution et de l'Empire (1792-1814), Paris : Librairie G. Saffroy, 1934, 2 vol., p. 433